# Women’s Tour Down Under
Die Women’s Tour Down Under (offiziell: Santos Women’s Tour Down Under) ist ein australisches Etappenrennen im Frauenradsport. Das Rennen wird von demselben Veranstalter ausgerichtet, der im Männerradsport die Tour Down Under organisiert.
Der Wettbewerb wurde zunächst ab 2011 als Santos Women’s Cup im Rennkalender des australischen Radsportverbands ausgetragen. Im Jahr 2016 wurde er als Santos Women’s Tour in den Kalender des Weltradsportverbands mit UCI-Kategorie 2.2 aufgenommen. Zwei Jahre später erfolgte der Aufstieg in die Kategorie 2.1 und 2020 in die UCI ProSeries. 2019 wurde das Rennen die erste Radsportveranstaltung weltweit, bei der die teilnehmenden Berufsradsportlerinnen die gleiche Menge an Preisgeld erhielten wie ihre männlichen Kollegen bei der Tour Down Under.
Nachdem das Rennen in den Jahren 2020 und 2021 aufgrund der COVID-19-Pandemie ausgefallen war, wurde es zur Saison 2023 als Teil der UCI Women’s WorldTour über drei Tagesabschnitte ausgetragen.

## Palmarès
| Jahr | Siegerin             | Zweite               | Dritte                |          |
| ---- | -------------------- | -------------------- | --------------------- | -------- |
| 2004 | Oenone Wood          | Sara Carrigan        | Olivia Gollan         |          |
| 2005 | Jenny MacPherson     | Rochelle Gilmore     | Alexis Rhodes         |          |
| 2006 | Jenny MacPherson     | Sally Cowman         | Bridget Evans         |          |
| 2007 | Jenny MacPherson     | Belinda Goss         | Peta Mullens          |          |
| 2011 | Chloe Hosking        | Annette Edmondson    | Nicole Whitburn       |          |
| 2012 | Judith Arndt         | Rebecca Werner       | Alexis Rhodes         |          |
| 2013 | Kimberley Wells      | Nicole Whitburn      | Jenny MacPherson      |          |
| 2014 | Loes Gunnewijk       | Valentina Scandolara | Amanda Spratt         |          |
| 2015 | Valentina Scandolara | Melissa Hoskins      | Loren Rowney          |          |
| 2016 | Katrin Garfoot       | Shelley Olds         | Lauren Kitchen        |          |
| 2017 | Amanda Spratt        | Janneke Ensing       | Kirsten Wild          |          |
| 2018 | Amanda Spratt        | Lauren Stephens      | Katrin Garfoot        |          |
| 2019 | Amanda Spratt        | Lucy Kennedy         | Rachel Neylan         |          |
| 2020 | Ruth Edwards         | Liane Lippert        | Amanda Spratt         |          |
| 2021 | abgesagt             | abgesagt             | abgesagt              | abgesagt |
| 2022 | abgesagt             | abgesagt             | abgesagt              | abgesagt |
| 2023 | Grace Brown          | Amanda Spratt        | Georgia Williams      |          |
| 2024 | Sarah Gigante        | Nienke Vinke         | Neve Bradbury         |          |
| 2025 | Noemi Rüegg          | Silke Smulders       | Mie Bjørndal Ottestad |          |